# Dichomeris acuminata
Dichomeris acuminata là một loài bướm đêm thuộc họ Gelechiidae. Đây là một loài phân bố rộng, nó được tìm thấy ở Ấn Độ, Myanmar, và Sri Lanka về phía tây nam tới Seychelles, Mauritius và Réunion và về tới Ai Cập, Đông và Nam Phi và Nam Âu. Từ Ấn Độ về phía đông qua Indonesia và Malaysia tới Đài Loan và Úc. Nó cũng được tìm thấy ở Nhật Bản, Tây Ấn, Bắc Mỹ và Hawaii.
Sải cánh dài khoảng 10 mm. 
Ấu trùng ăn các loài Medicago sativa, Cyamopsis, Desmodium gyroides, Java indigo, Medicago, Cajanus cajan, Sesbania sericea và Tephrosia.